# ナラパティシードゥー

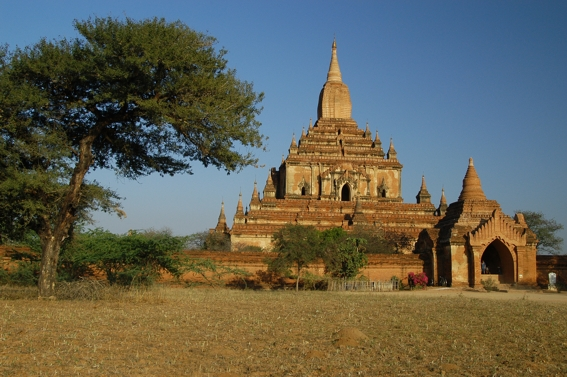
ナラパティシードゥーにより建てられたスーラーマニ寺院

ナラパティシードゥー（Narapatisithu、1150年10月8日 - 1211年8月18日）は、パガン王朝の王（在位：1174年5月? - 1211年8月18日）。チャニャスー2世とも称される。伝説上の人物も含めると47代目の君主にあたる。

## 治世
パガン朝において重要な役割を果たした君主のなかで、最後の人物であると考えられ、スリランカとの抗争で混乱していた王国の統治を再び安定させた。その平和と繁栄のもとで独自のビルマ風文化が興隆し、ピュー文化やモン文化の残影から脱していった。彼の治世において主にビルマ文字が用いられるようになり、碑文にも「Mranma（ビルマ人）」という表現がみられるようになった。
祖父アラウンシードゥー（チャニャスー1世）は全ビルマを治める統一的な法体系を築こうとしたが、これを受け継いだナラパティシードゥーは、王令によって学僧Dhammavisalaに慣習法を編纂させた。
長年腕の腫瘍をわずらっていたが、苦しむ姿を見かねた卑賤の側室の一人がナラパティーシードゥーが寝入った後、側室自らの口をもって膿を吸い出した。その献身を嘉したナラパティーシードゥーは彼女の子を次代の王とすることを決めた。のちのナンダウンミャーである。